# Piotr Miatła
Piotr Miatła, biał. Пётр Мятла (ur. 24 czerwca  1890 w wiosce Kuchnicze w powiecie dziśnieńskim w Rosji, zm. w 28 sierpnia 1936 w ZSRR) – białoruski publicysta i działacz narodowy, poseł na Sejm I kadencji w II RP.

## Życiorys
W latach 1906–1910 uczył się w szkole miejskiej w Dziśnie. W latach 1911–1912 był słuchaczem kursów pedagogicznych w Kownie, po zakończeniu których rozpoczął pracę nauczyciela. Brał udział w I wojnie światowej w szeregach armii rosyjskiej. Został skierowany do aleksiejewskiej szkoły wojskowej, której kadeci w czasie rewolucji październikowej 1917 wystąpili przeciw bolszewikom. Został aresztowany, ale pod koniec 1917 wypuszczony na wolność. Powrócił w rodzinne strony, gdzie ponownie został nauczycielem. W 1921 przyjechał do Wilna. W 1922 wybrano go posłem na Sejm I kadencji. Wszedł w skład Białoruskiego Klubu Poselskiego. W połowie 1925 wraz z Symonem Rakiem-Michajłouskim, Pawłam Wałoszynem i Bronisławem Taraszkiewiczem utworzył klub poselski Białoruskiej Włościańsko-Robotniczej Hromady. Wszedł w skład Komitetu Centralnego Hromady. Redagował partyjne gazety. W 1926 wstąpił do Komunistycznej Partii Zachodniej Białorusi. Działał w Towarzystwie Szkoły Białoruskiej. 
Z ramienia BWRH wszedł wraz z Bronisławem Taraszkiewiczem i Szymonem Rak-Michałowskim do zarządu Białoruskiego Komitetu Narodowego w Wilnie. 
16 stycznia 1927 został aresztowany przez polskie władze w związku z rozprawą z Hromadą. W 1928 skazano go na karę 12 lat więzienia. W 1930 został wypuszczony na wolność w wyniku wymiany więźniów politycznych z Białoruską Socjalistyczną Republiką Radziecką. Pracował w komisji prezydium Białoruskiej Akademii Naukowej, stojąc na jej czele od 1932. 1 września 1933 został aresztowany przez Sowietów, zaś 9 stycznia 1934 skazany na karę śmierci przez rozstrzelanie, zamienioną na 10 lat łagru. Karę odbywał przy budowie Kanału Białomorskiego, podczas której zmarł. W 1956 został zrehabilitowany.